# 小田亮 (文化人類学者)
小田 亮（おだ まこと、1954年11月 - ）は、日本の文化人類学者。専門は、社会人類学の諸理論（構造主義的人類学）、アフリカ民族誌、沖縄の歴史人類学。成城大学元教授、首都大学東京元教授。
東京教育大学附属高等学校を経て、1980年埼玉大学教養学部教養学科卒業。1988年旧・東京都立大学大学院社会科学研究科博士課程（社会人類学専攻）単位取得満期退学。1989年、桃山学院大学講師、1992年、同助教授。1995年、成城大学文芸学部助教授、2000年同教授。2000年「生活の場のブリコラージュ -沖縄と西ケニア・クリアの災因論と抵抗」で東京都立大学博士（社会人類学）。2013年、首都大学東京都市教養学部人文社会系社会人類学分野教授、2020年3月に同大学を退職。

## 著書

### 単著
- 『構造主義のパラドクス 野生の形而上学のために』勁草書房 1989年2月
- 『構造人類学のフィールド』世界思想社 1994年3月
- 『性』三省堂 1996年1月（一語の辞典）
- 『レヴィ＝ストロース入門』ちくま新書 2000年10月

### 共編著
- 『プロレスファンという装置』亀井好恵共編著 青弓社ライブラリー 2005年8月
- 『呪術化するモダニティ 現代アフリカの宗教的実践から』阿部年晴,近藤英俊共編 風響社 2007年5月
- 『グローカリゼーションと共同性』成城大学民俗学研究所グローカル研究センター 2010年3月 (グローカル研究叢書)